# ミッドナイト・セクレタリ
『ミッドナイト・セクレタリ』は、大海とむによる日本の漫画作品。
2006年から2009年に、『プチコミック』（小学館）で連載。連載終了後、脇役を主人公とした番外編「ミッドナイト・バトラー」が掲載された。単行本はプチフラワーコミックスから全7巻が発行された。不思議な能力を持つ若くて有能な重役と、彼の能力を知って惹かれながら、身を賭して彼を支える職責を全うしようとする秘書との官能的な恋愛を描いたラブロマンス作品。

## あらすじ
主人公・花夜は、人事異動で若く有能な常務・当麻杏平の秘書を命じられる。女性関係の派手な杏平は、花夜の有能さは認めつつ、女としては見向きもしない。ある夜、花夜は常務室で、杏平が女性の血を吸っている場面を目撃する。驚く花夜に、杏平は自分を吸血族だと明かす。女性に危害を加えず、恍惚のうちに少量の血を摂取する吸血族は、人間のように下等ではないと花夜に言い放ち、普段から傍若無人に振舞う杏平。持ち前の責任感で杏平の信頼を得ようと、血を提供するなど献身的に杏平を支える花夜。重役と秘書の関係だった2人は、心の底では少しずつ互いを必要不可欠な存在と認めあうようになる。

## 主な登場人物
里塚 花夜（さとづか かや）
主人公。食器メーカー・トーマの秘書室勤務。入社2年目の22歳。仕事は有能で真面目な性格。普段は髪をまとめ、眼鏡姿だが、豊かな黒髪と童顔のあどけなさを持つ。責任感が強く、杏平が吸血族と知った後も秘書として支え、知られざる杏平の姿に触れるうちに、自らの血も提供し、好意を抱くようになる。
当麻 杏平（とうま きょうへい）
食器メーカー・トーマの社長の次男で、常務取締役。26歳。仕事は有能だが、女性関係が派手。実は、人知れず社会の中枢を占めている吸血族の一人で、プライドが高い。花夜を女としてみていなかったが、他では得られない満足感を花夜の血に感じ、花夜に惹かれていく。
当麻 柾己（とうま まさき）
食器メーカー・トーマの社長の長男で杏平の兄。トーマの専務取締役。杏平と同じく人と吸血族との間に生まれたが、吸血族ではない。花夜の以前の上司で、杏平と花夜の良き理解者。

## 書誌情報
- 大海とむ 『ミッドナイト・セクレタリ』 小学館 〈プチフラワーコミックス〉、全7巻
  1. 2007年2月26日発売 ISBN 9784091308573[1]
  2. 2007年9月26日発売 ISBN 9784091312068[1]
  3. 2007年12月21日発売 ISBN 9784091313874[1]
  4. 2008年7月10日発売 ISBN 9784091316752[1]
  5. 2008年11月10日発売 ISBN 9784091320506[1]
  6. 2009年3月10日発売 ISBN 9784091322463[1]
  7. 2009年8月10日発売 ISBN 9784091325709[1]